# سیارک ۱۴۶۶۹
سیارک ۱۴۶۶۹ (به انگلیسی: 14669 Beletic، نامگذاری:1999DC) چهارده هزار و ششصد و شصت و نهمین سیارک کشف شده‌است که در ۱۶ فوریه ۱۹۹۹ کشف شد.
قدر مطلق سیارک برابر ۱۱٫۴۰ است.